# Kyle Kosier
(en) Statistiques sur pro-football-reference
Kyle Blaine Kosier (né le 27 novembre 1978 à Peoria) est un joueur américain de football américain.

## Enfance
Kosier étudie à la Cactus High School de Glendale où il joue au football américain, au basket-ball, baseball et athlétisme. La chaîne de télévision KPNX-TV le nomme comme joueur défensif de l'année 1996 en Class 4A de l'Arizona.

## Carrière

### Université
Il entre à l'université d'État de l'Arizona où il joue dans l'équipe de football américain des Sun Devils.

### Professionnel
Kyle Kosier est sélectionné au septième tour du draft de la NFL de 2002 par les 49ers de San Francisco au 249e choix. Après une saison comme remplaçant, il devient titulaire au poste d'offensive guard avant qu'il soit déplacé en 2004 au poste d'offensive tackle.
Après cette saison, il est libéré par San Francisco et il signe avec les Lions de Detroit où il garde un poste de guard titulaire, jouant tous les matchs de la saison dont onze comme titulaire. Il ne reste qu'une seule saison dans le Michigan et signe en 2006 avec les Cowboys de Dallas où il ne rate aucun match des saisons 2006 et 2007, titulaire indiscutable de la ligne offensive de Dallas. En 2008, il ne joue que trois matchs, du fait d'une blessure qui le tient éloigner des terrains. Il revient la saison suivante, toujours au poste de guard titulaire. En 2010, il rate trois matchs dans la saison du fait d'une blessure. Après la saison 2011, son contrat n'est pas prolongé après la signature de Mackenzy Bernadeau et Nate Livings.

## Palmarès
- Joueur défensif de la division Class 4A de l'Arizona 1996 selon KPNX-TV